# レナーテ (小惑星)
レナーテ (575 Renate) は小惑星帯に位置する小惑星である。ハイデルベルクのケーニッヒシュトゥール天文台でマックス・ヴォルフによって発見された。
名前の由来は不明。